# R Canis Minoris
R Canis Minoris är en pulserande variabel av Mira Ceti-typ  i stjärnbilden Lilla hunden. Stjärnan var den första i Lilla hundens stjärnbild som fick en variabelbeteckning.
Stjärnan varierar mellan magnitud +7,25 och 11,6 med en period av 337,78 dygn.

## Fotnoter
1. ↑  Variabelstjärnornas beteckningar börjar med bokstäverna R-Z, därefter A-Q , följt av RR-ZZ och AA-QQ, varefter de börjar betecknas med bokstaven V och ett ordningsnummer, från och med V335.